# Onda portadora

Espectro de frecuencia de una señal de radio típica de un transmisor de radio AM o FM. Consiste en una señal fuerte (C) en la frecuencia de onda portadora fC, con la modulación contenida en bandas de frecuencia estrechas llamadas bandas laterales (SB) justo por encima y por debajo del portador.

Una onda portadora es una onda, generalmente senoidal, modificada en alguno de sus parámetros (amplitud, frecuencia o fase) por una señal de entrada denominada moduladora con el fin de transmitir una información. Esta onda portadora es de una frecuencia mucho más alta que la de la señal moduladora.
Al modular una señal, se desplaza su contenido espectral en frecuencia, ocupando un cierto ancho de banda alrededor de la frecuencia de la onda portadora. Esto permite multiplexar en frecuencia varias señales simplemente utilizando diferentes ondas portadoras y conseguir así un uso más eficiente del espectro de frecuencias.
En telecomunicaciones, la longitud de onda de la onda portadora (λ), expresada en metros (m), de la señal se relaciona con la velocidad de la luz (c), expresada en metros por segundo (m/s), dividida por la frecuencia (f), en hercios (Hz), de acuerdo con la expresión:
{\displaystyle \lambda ={\frac {c}{f}}}
Así, por ejemplo, para transmitir una señal de 30 MHz (que tendría una longitud de onda de 10 m) se necesitaría una antena cuya longitud sea múltiplo o submúltipo de 10 m. Modulando dicha señal se logra disminuir el tamaño de la antena necesaria.
Las ondas portadoras son usadas para transmitir señales de radio a un radiorreceptor. Tanto las señales de modulación de amplitud (AM) como las de frecuencia modulada (FM) son transmitidas con la ayuda de frecuencias portadoras. La frecuencia para una estación de radio dada es en realidad la frecuencia de su onda portadora.

## Sistemas de modulación sin portadora
Las formas más modernas de comunicación por radio (como el espectro ensanchado y la banda ultralarga) no utilizan una onda portadora sinusoidal convencional, ni OFDM (que se utiliza en DSL y en la norma europea para HDTV).
- OFDM puede ser pensado como un conjunto de ondas portadoras simétricas. Las reglas que rigen la propagación de ondas portadoras afectan OFDM de manera diferente a 8VSB.
- Algunas formas de transmisión de espectro ensanchado (y la mayoría de las formas de banda ultralarga) se definen matemáticamente como carentes de ondas portadoras. Las implementaciones del transmisor producen típicamente portadores residuales que pueden, o no, ser detectables o transmitidos.

## Fuga de la portadora
La fuga de la portadora es la interferencia causada por cruceta o una compensación de corriente continua. Está presente como una onda sinusoidal no modulada dentro del ancho de banda de la señal, cuya amplitud es independiente de la amplitud de la señal. Vea los mezcladores de frecuencias, para leer más sobre la fuga del portador o el paso del oscilador local.